# Live in the U.K.
Albums de Helloween
Keeper of the Seven Keys Part 2
(1988) Pink Bubbles Go Ape
(1991)
Singles
1. I Want Out (live)
Sortie : 1989

Live in the U.K. est le premier album enregistré en public du groupe de power metal allemand Helloween. Il est sorti le 3 avril 1989 sur le label Noise Records et a été produit par le groupe et Tommy Hansen.

## Historique
Cet album est enregistré à Édinbourg en Écosse, sauf le titre I Want Out qui est enregistré à Manchester, en Angleterre lors de la tournée « Pumpkins Fly Free Tour ». Il contient majoritairement des titres de leurs deux albums Keeper of the Seven Keys Part 1 et Keeper of the Seven Keys Part 2, seul How Many Tears provient de leur premier album.
Il est le dernier album avec le guitariste Kai Hansen qui avait déjà quitté le groupe lors de la sortie de cet album pour fonder Gamma Ray.
Aux États-Unis et au Canada, cet album sort sous le titre I Want Out - Live et est amputé du titre Rise and Fall.
Il se classe à la 14e dans les charts allemands et à la 26e dans les charts britanniques.

## Liste des titres
| No | Titre            | Auteur          | Durée |
| -- | ---------------- | --------------- | ----- |
| 1. | A Little Time    | Michael Kiske   | 3:52  |
| 2. | Dr. Stein        | Michael Weikath | 4:40  |
| 3. | Future World     | Kai Hansen      | 8:33  |
| 4. | Rise and Fall    | Weikath         | 4:35  |
| 5. | We Got the Right | Kiske           | 5:44  |
| 6. | I Want Out       | Hansen          | 4:33  |
| 7. | How Many Tears   | Weikath         | 9:23  |

## Musiciens
- Michael Kiske: chant
- Kai Hansen: guitares
- Michael Weikath: guitares
- Markus Grosskopf: basse
- Ingo Schwichtenberg: batterie

Musicien additionnel
- Jörn Ellerbrock: claviers

## Charts
| Pays        | Durée du classement | Meilleur classement |
| ----------- | ------------------- | ------------------- |
| Allemagne   | 20 semaines         | 14e                 |
| Autriche    | 4 semaines          | 30e                 |
| États-Unis  | 7 semaines          | 123e                |
| Pays-Bas    | 7semaines           | 44e                 |
| Royaume-Uni | 2 semaines          | 26e                 |
| Suède       | 3 semaines          | 25e                 |